# Depoimento

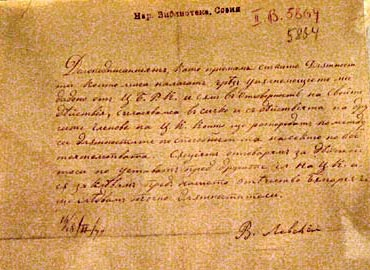
Declaração de Vasil Levski, 16 de junho de 1872, Bucareste, Romênia

Um depoimento ou declaração juramentada (do inglês: affidavit; /ˌæfɪˈdeɪvɪt/; latim medieval, para o qual ele declarou sob juramento) é uma declaração de fato escrita voluntariamente feita por uma testemunha ou declarante sob um juramento ou afirmação, que está autorizada a fazê-lo por lei. Tal declaração é testemunhada quanto à autenticidade da assinatura do declarante por um prestador de juramentos, como um notário público ou um comissário de juramentos. Uma declaração juramentada é um tipo de declaração ou demonstração verificada, ou, em outras palavras, contém uma verificação, o que significa que é feita sob juramento ou penalidade de perjúrio, e isso serve como evidência de sua veracidade e é necessária em processos judiciais.

## Austrália
Em 2 de março de 2016, o Supremo Tribunal da Austrália declarou que a Legislação Uniforme de Evidências do ACT é neutra na maneira como as evidências juramentadas e as evidências não juramentadas são tratadas como sendo de igual peso.

## Índia
Na lei indiana, embora uma declaração juramentada possa ser tomada como prova dos fatos nela declarados, os tribunais não têm jurisdição para admitir evidências por meio de declaração juramentada. A declaração juramentada não é tratada como "evidência" segundo a Seção 3 da Lei de Evidência. No entanto, a Suprema Corte considerou que uma declaração só pode ser usada como prova se o tribunal assim o ordenar por razões suficientes, a saber, o direito da parte contrária de produzir o declarante para interrogatório. Portanto, uma declaração juramentada não pode normalmente ser usada como prova na ausência de uma ordem específica do tribunal.

## Sri Lanka
No Sri Lanka, sob a Lei de Juramentos, com exceção de uma corte marcial, uma pessoa pode enviar uma declaração assinada na presença de um comissário de juramentos ou uma justiça de paz.

## Irlanda
Os depoimentos são feitos de maneira semelhante à Inglaterra e ao País de Gales, embora o "juramento" seja às vezes omitido. Uma declaração pode substituir uma declaração juramentada na maioria dos casos para aqueles que se opõem a prestar juramentos. A pessoa que faz a declaração é conhecida como declarante, mas não assina a declaração. A declaração conclui no formato padrão "jurado [declarado] diante de mim, [nome do comissário de juramentos/advogado], um comissário de juramentos (advogado), em [data] em [local] no município/cidade de [município/cidade] e conheço o declarante [declarante]", e ele é assinado e carimbado pelo comissário para prestar juramentos.

## Estados Unidos
Na jurisprudência americana, de acordo com as regras do boato, a admissão de uma declaração juramentada não suportada como evidência é incomum (especialmente se o declarante não estiver disponível para interrogatório) em relação a fatos relevantes que podem ser descartáveis no caso. Os depoimentos de pessoas que estão mortas ou incapacitadas, ou que não podem ser localizados ou apresentados, podem ser aceitos pelo tribunal, mas geralmente apenas na presença de evidências corroboradoras. Uma declaração juramentada que refletisse uma melhor compreensão dos fatos próximos dos eventos reais pode ser usada para refrescar a lembrança de uma testemunha. Os materiais usados para atualizar as lembranças são admissíveis como evidência. Se o afiado for uma parte no caso, o oponente do afiado pode ter sucesso em ter a declaração juramentada admitida como prova, pois as declarações de um oponente da parte são admissíveis por meio de uma exceção à regra do boato.
Os depoimentos geralmente são incluídos na resposta aos interrogatórios. Os pedidos de admissão sob a Regra Federal de Processo Civil 36, no entanto, não precisam ser prestados.
Quando uma pessoa assina uma declaração juramentada, ela é elegível para comparecer em uma audiência de julgamento ou prova. Uma das partes pode convocar o afiado para verificar o conteúdo da declaração, enquanto a outra parte pode querer interrogar o afiado sobre a declaração.